# Агаларов Амір Успаханович
Амір Успаханович Агаларов (нар. 1 листопада 1996) — український футболіст, воротар клубу «Васт».

## Життєпис
Амір Агаларов народився 1 листопада 1996 року. У ДЮФЛУ виступав з 2009 по 2011 рік у складі «Торпедо», а в 2011—2014 роках — у «Миколаєві», загалом у ДЮФЛ зіграв 33 матчі.
У 2015 році підисав професіональний контракт з МФК «Миколаїв». Дебютував за корабелів 20 березня 2015 року в програному (2:4) виїзному поєдинку 18-го туру першої ліги чемпіонату України проти ФК «Тернополя». Амір вийшов на поле в стартовому складі та відіграв увесь матч, пропустивши 4 м'ячі. У квітні — на початку травня 2015 року зіграв ще 3 поєдинки у футболці «Миколаєва» в першій лізі. Після цього в основному складі «корабелів» не грав, лише зрідка потраплявши до заявки на поєдинки.